# سیارک ۵۲۸۶
سیارک ۵۲۸۶ (به انگلیسی: 5286 Haruomukai، نامگذاری:1989VT1) پنج هزار و دویست و هشتاد و ششمین سیارک کشف شده‌است که در ۴ نوامبر ۱۹۸۹ کشف شد.
قدر مطلق سیارک برابر ۱۲٫۲۰ است.